# Wilbrandia
Wilbrandia é um género botânico pertencente à família Cucurbitaceae.

## Espécies
| - Wilbrandia drastica - Wilbrandia dusenii - Wilbrandia ebracteata - Wilbrandia fluminensis - Wilbrandia glaziovii - Wilbrandia hibiscoides - Wilbrandia linearis - Wilbrandia longibracteata | - Wilbrandia longisepala - Wilbrandia paniculata - Wilbrandia riedeli - Wilbrandia sagittifolia - Wilbrandia scabra - Wilbrandia verticillata - Wilbrandia villosa |